# AS Saint-Étienne
Az Association Sportive de Saint-Étienne Loire, (ASSE vagy A.S. Saint-Étienne) egy 1920-ban alapított francia labdarúgócsapat. Hazai mérkőzéseiket Saint-Étienne-ben, a Stade Geoffroy-Guichard-ban játsszák. Egyike a francia labdarúgás legsikeresebb klubjainak: 10-szer nyerték meg az elsőosztályú bajnokságot, a Ligue 1-t. Riválisuk az Olympique Lyonnais.

## Történet

### A kezdetek
1927-ben hozta létre Pierre Guichard az első sportegyesületet, mely egészen 1937-ig az amatőr ligában játszott. 1933-ban a klub profi státuszt kapott, viszont csak az 1937-38-as Francia Nemzeti Bajnokságban szerepeltek először a legjobbak között, ahol azonnal egy 4. helyezést értek el.

### A legenda
Az 1956-57-es bajnoki szezonban nyeri meg az AS Saint-Étienne története első bajnoki címét. A következő szezonban lejátssza első nemzetközi tétmeccsét a Glasgow Rangers ellen.
1962-ben az ASSE nyeri meg a Francia Kupa küzdelmeit a döntőben legyőzve 1-0-ra a Nancy csapatát.
1963-ban a CASG Paris Union ellen megvívott Gambardella kupadöntőben az ASSE 3-0-s győzelmet arat mellyel bezsebeli első Gambardella Kupa győzelmét, amit még másik 2 követ majd 1970-ben és 1998-ban.
Sikerül az ASSE-nek dupláznia, kupa és bajnoki győzelmével az 1967-68-as szezonban, amit még megismétel, majd az 1970, 1974 és az 1975-ös szezonban.
A klub történetének legnagyobb meccse a Bayern München ellen vívott Európa Kupa döntő volt 1976-ban, ahol az ASSE 0-1-es vereséget szenvedett a németektől.
Az 1980-90-es években kezdődött el a klub mélyrepülése, először csak szürke középcsapattá vált, majd fokozatosan a kiesés elől menekülő kis csapattá, melynek beteljesedése az volt, hogy a csapatnak az 1998-99-es szezont már a Ligue 2-ben kellett kezdenie, ahonnan azonnal visszajutottak a legfelsőbb osztályba, itt el is töltöttek 2 évet, ám a 2001-2002-es szezonban újra a másodosztály küzdelmeibe kellett belevetnie magát az ASSE-nek.

### A jelen
3 évet töltött a csapat a Ligue 2-ben majd a 2003-2004-es szezonban másodosztályú bajnokként újra indulási jogot szerzett az Ligue 1-ben. Az első osztály küzdelmeinek már új elnökkel Bernard Caiazzo vágott neki az ASSE.
A 2004-2005-ös szezon óta töretlenül a Ligue 1 szereplője az A.S. Saint-Étienne. Az azóta eltelt idő legjobb eredményei 04/05 6. hely, ezért a következő szezonban indulhatott a csapat az Intertotó Kupában. A 07/08-es szezonban a csapat 58 pontot gyűjtve elcsípte az 5. helyet. Majd a következő két év a kiesés felé mutatott, mind a kettő szezonban csak a 17. helyre volt elég a csapat ereje. A 10/11-es szezonban már javulást mutatott a csapat feléve a 10. helyre, viszont ez az év azért maradt mégis emlékezetes a szurkolok számára márt a szeptember 25-én lejátszották a 100. Loire derbit ahol a Saint-Étienne győzni tudott az Olympique Lyon ellen 1-0-ra.

## Sikerek
- Ligue 1:
  - Bajnok: 1957, 1964, 1967, 1968, 1969, 1970, 1974, 1975, 1976, 1981
  - Második helyezett: 1946, 1971, 1982
- Ligue 2:
  - Bajnok: 1963, 1999, 2004
  - Második helyezett: 1938, 1986
- Francia Kupa:
  - Győztes: 1962, 1968, 1970, 1974, 1975, 1977
  - Ezüstérmes: 1960, 1981, 1982, 2020
- Francia Liga Kupa:
  - Győztes: 2013
- Bajnokok Ligája:
  - Ezüstérmes: 1976
  - Elődöntős: 1975

## Jelenlegi keret
Utolsó módosítás: 2023. február 26.
*A vastaggal jelzett játékosok felnőtt válogatottsággal rendelkeznek.
**A dőlttel jelzett játékosok kölcsönben szerepelnek a klubnál.

| Mezszám                | Név                  | Nemzetiség       | Születési hely        | Születési idő (kor)           | Korábbi csapat           | Érték (€) | Szerződés lejárta |
| Kapusok                | Kapusok              | Kapusok          | Kapusok               | Kapusok                       | Kapusok                  | Kapusok   | Kapusok           |
| ---------------------- | -------------------- | ---------------- | --------------------- | ----------------------------- | ------------------------ | --------- | ----------------- |
| 1                      | Matthieu Dreyer      | FRA              | Strasbourg            | 1989. március 20. (35 éves)   | FC Lorient               | 300 000   | 2024.06.30.       |
| 16                     | Boubacar Fall        | SEN              | Thiaroye              | 2001. február 3. (24 éves)    | Guédiawaye FC            | 200 000   | 2025.06.30.       |
| 30                     | Gautier Larsonneur   | FRA              | Saint-Renan           | 1997. február 23. (28 éves)   | Stade Brestois 29        | 3 000 000 | 2025.06.30.       |
| 42                     | Etienne Green        | ENG · FRA        | Colchester            | 2000. július 19. (24 éves)    | Utánpótlásból került fel | 5 000 000 | 2025.06.30.       |
| 50                     | Noah Raveyre         | FRA              | La Puy-en-Velay       | 2005. június 22. (19 éves)    | Utánpótlásból került fel | 300 000   | 2023.06.30.       |
| Védők                  |                      |                  |                       |                               |                          |           |                   |
| 3                      | Mickaël Nade         | FRA · CIV        | Sarcelles             | 1999. március 4. (26 éves)    | Utánpótlásból került fel | 2 000 000 | 2024.06.30.       |
| 4                      | Saïdou Sow           | GUI · FRA        | Conakry               | 2002. július 4. (22 éves)     | Utánpótlásból került fel | 3 500 000 | 2025.06.30.       |
| 5                      | Jimmy Giraudon       | FRA              | La Rochelle           | 1992. január 16. (33 éves)    | ES Troyes AC             | 1 000 000 | 2024.06.30.       |
| 8                      | Dennis Appiah        | FRA · GHA        | Toulouse              | 1992. június 9. (32 éves)     | FC Nantes                | 1 500 000 | 2025.06.30.       |
| 19                     | Léo Pétrot           | FRA              | Firminy               | 1997. április 15. (27 éves)   | FC Lorient               | 700 000   | 2025.06.30.       |
| 21                     | Mateo Pavlović       | CRO              | Mostar                | 1990. június 9. (34 éves)     | HNK Rijeka               | 700 000   | 2023.06.30.       |
| 23                     | Anthony Briançon     | FRA              | Avignon               | 1994. november 28. (30 éves)  | Nîmes Olympique          | 1 200 000 | 2025.06.30.       |
| 27                     | Niels Nkounkou       | FRA · COG        | Pontoise              | 2000. november 1. (24 éves)   | Everton FC               | 2 500 000 | 2023.06.30.       |
| 52                     | Anas Namri           | MAR · FRA        | Párizs                | 2001. november 12. (23 éves)  | ES Troyes AC             | 100 000   | 2023.06.30.       |
| Középpályások          |                      |                  |                       |                               |                          |           |                   |
| 6                      | Benjamin Bouchouari  | MAR · BEL        | Borgerhout            | 2001. november 13. (23 éves)  | Roda JC                  | 1 000 000 | 2025.06.30.       |
| 7                      | Thomas Monconduit    | FRA              | Drancy                | 1991. február 10. (34 éves)   | FC Lorient               | 1 000 000 | 2025.06.30.       |
| 14                     | Dylan Chambost       | FRA              | Annecy                | 1997. augusztus 19. (27 éves) | ES Troyes AC             | 1 200 000 | 2024.06.30.       |
| 22                     | Victor Lobry         | FRA              | Soissons              | 1995. június 16. (29 éves)    | Pau FC                   | 1 200 000 | 2024.06.30.       |
| 26                     | Lamine Fomba         | FRA · MLI        | Rosny-sous-Bois       | 1998. január 26. (27 éves)    | Nîmes Olympique          | 2 500 000 | 2025.06.30.       |
| 29                     | Aimen Moueffek       | FRA · MAR        | Vienne                | 2001. április 9. (23 éves)    | Utánpótlásból került fel | 900 000   | 2024.06.30.       |
| 34                     | Antoine Gauthier     | FRA              |                       | 2004. július 1. (20 éves)     | Utánpótlásból került fel | 200 000   | 2025.06.30.       |
| 37                     | Louis Mouton         | FRA              | Saint-Priest-en-Jarez | 2002. június 3. (22 éves)     | Utánpótlásból került fel | 700 000   | 2025.06.30.       |
| Támadók                |                      |                  |                       |                               |                          |           |                   |
| 10                     | Gaëtan Charbonnier   | FRA              | Saint-Mandé           | 1988. december 27. (36 éves)  | AJ Auxerre               | 800 000   | 2023.06.30.       |
| 15                     | Lenny Pintor         | FRA · Martinique | Párizs                | 2000. augusztus 5. (24 éves)  | Olympique Lyonnais       | 1 000 000 | 2024.06.30.       |
| 17                     | Jean-Philippe Krasso | CIV · FRA        | Stuttgart             | 1997. július 17. (27 éves)    | SAS Épinal               | 2 500 000 | 2023.06.30.       |
| 18                     | Mathieu Cafaro       | FRA              | Saint-Doulchard       | 1997. március 25. (27 éves)   | Standard de Liège        | 3 000 000 | 2023.06.30.       |
| 20                     | Abdoul Kader Bamba   | FRA · SEN        | Sarcelles             | 1994. május 25. (30 éves)     | FC Nantes                | 1 000 000 | 2023.06.30.       |
| 25                     | Ibrahima Wadji       | SEN              | Bignona               | 1995. május 5. (29 éves)      | Qarabağ FK               | 900 000   | 2025.06.30.       |
| 39                     | Ayman Aiki           | FRA · BFA        | Champigny-sur-Marne   | 2005. június 25. (19 éves)    | Utánpótlásból került fel | 1 000 000 | 2025.06.30.       |
| Kölcsönadott játékosok |                      |                  |                       |                               |                          |           |                   |
| Név                    | Poszt                | Nemzetiség       | Születési hely        | Születési idő (kor)           | Kölcsönben itt           | Érték (€) | Kölcsön lejárta   |
| Abdoulaye Bakayoko     | védő                 | CIV              | Agou                  | 2002. december 15. (22 éves)  | Le Puy Foot 43 Auvergne  | 600 000   | 2023.06.30.       |
| Yvann Maçon            | védő                 | FRA · GLP        | Baie-Mahault          | 1998. október 1. (26 éves)    | Paris FC                 | 3 000 000 | 2023.06.30.       |
| Mahdi Camara           | középpályás          | FRA · GMB        | Martigues             | 1998. június 30. (26 éves)    | Stade Brestois 29        | 4 000 000 | 2023.06.30.       |
| Yvan Neyou             | középpályás          | CMR              | Douala                | 1997. január 3. (28 éves)     | CD Leganés               | 2 000 000 | 2023.06.30.       |
| Maxence Rivera         | támadó               | FRA              | Vénissieux            | 2002. május 30. (22 éves)     | Le Puy Foot 43 Auvergne  | 400 000   | 2023.06.30.       |

## Legendák
|}{| border="0" cellpadding="2"
|
- 1933-33:  Albert Locke
- 1934-34:  Harold Rivers
- 1934-35:  William Duckworth
- 1935-36:  Vágó Zoltán
- 1936-40:  William Duckworth
- 1940-43:  Émile Cabannes
- 1943-50:   Ignace Tax
- 1950-59:  Jean Snella
- 1959-60:  René Vernier
- 1960-61:  François Wicart
- 1961-62:  Henri Guérin
- 1962-63:  François Wicart
- 1963-67:  Jean Snella
- 1967-72:  Albert Batteux
- 1972-83:  Robert Herbin
- 1983:  Guy Briet
- 1983-84:  Jean Djorkaeff
- 1984:  Robert Philippe
- 1984-87:  Henryk Kasperczak

| valign="top" |
- 1987-90:  Robert Herbin
- 1990-92:  Christian Sarramagna
- 1992-94:  Jacques Santini
- 1994-96:  Élie Baup
- 1996:  Maxime Bossis
- 1996:  Dominique Bathenay
- 1996-97:  Pierre Mankowski
- 1997-98:  Pierre Repellini
- 1998-2000:  Robert Nouzaret
- 2000:  Gérard Soler
- 2000-2001:  John Toshack
- 2001:  Rudi Garcia és  Jean-Guy Wallemme
- 2001:	 Alain Michel
- 2001-04:  Frédéric Antonetti
- 2004-06:  Élie Baup
- 2006-2007:  Ivan Hašek
- 2007-2008:  Laurent Roussey
- 2008-2009:  Alain Perrin
- 2009-:  Christophe Galtier

|}